# Stuckfabrik Albert Lauermann

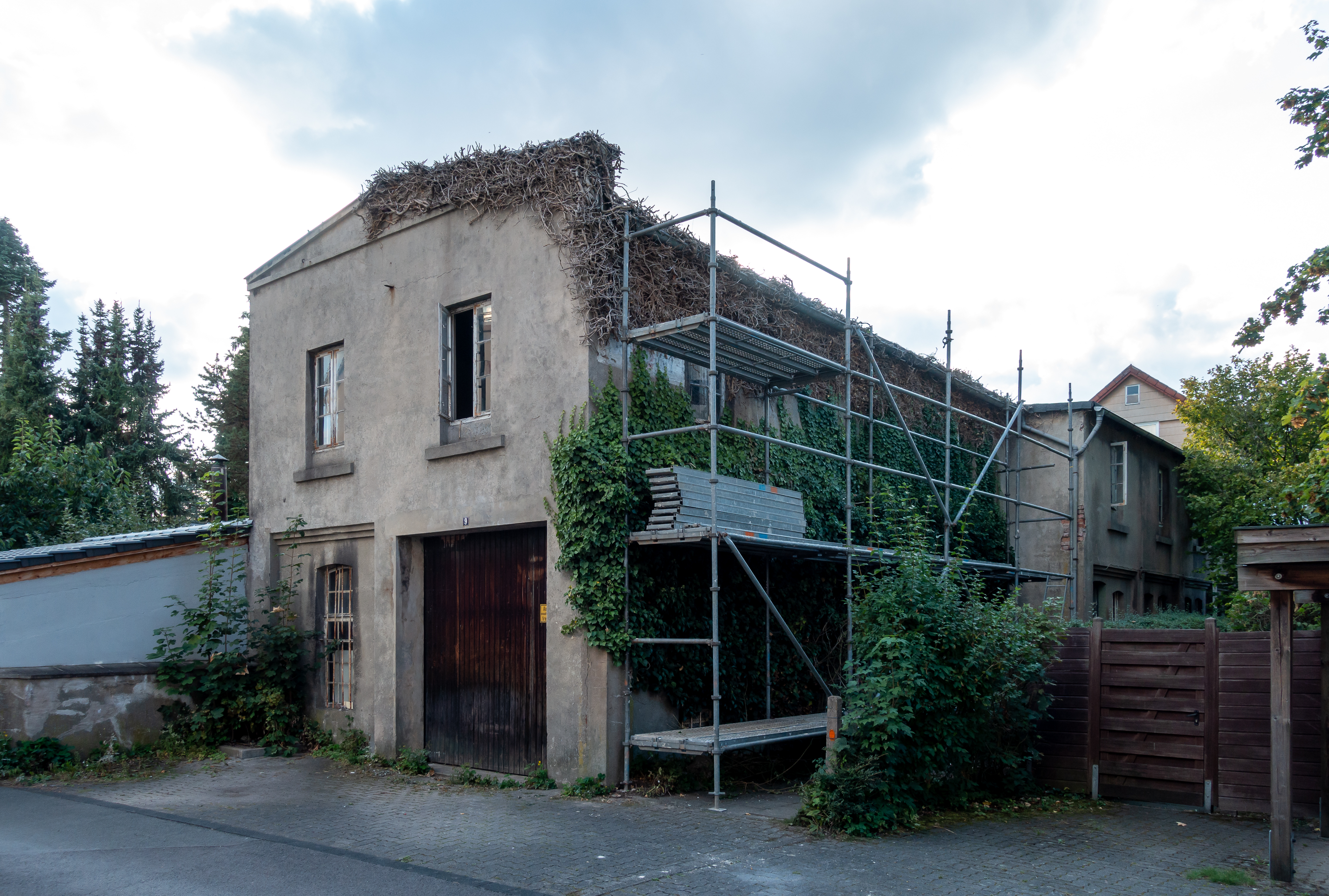
Werkstattgebäude Albert Lauermanns von 1894 an der Baumstraße

Die Stuckfabrik Albert Lauermann war im frühen 20. Jahrhundert der europaweit größte Hersteller von Stuckelementen zur Baugestaltung mit Sitz in Detmold.

## Geschichte
Der Vorläufer der Firma wurde 1890 durch den Rüssinger Bildhauer und Modelleur Albert Lauermann und den Detmolder Bildhauer Albert Grote unter der Bezeichnung „Stuckgeschäft Grote & Lauermann“ gegründet. Lauermann hatte zuvor bereits für den lippischen Fürsten Woldemar am Detmolder Schloss sowie am Neuen Palais Arbeiten ausgeführt und verwarf sein ursprüngliches Vorhaben, nach Abschluss seines Studiums nach Hamburg zu ziehen. Das gemeinsame Unternehmen bestand nur etwa vier Jahre, dann gründete Albert Lauermann an der damaligen Meinberger Chaussee (heute Hornsche Straße) seine eigene Kunstwerkstatt, die sich schon bald als so erfolgreich erwies, dass Zweigniederlassungen innerhalb Deutschlands eröffnet wurden.
Um die Jahrhundertwende waren im Gesamtunternehmen über 1000 Arbeiter beschäftigt, die sich der Produktion von Stuck- und Betonteilen widmeten. Die Firma war über die deutschen Grenzen hinaus bekannt und unterhielt Auslandsvertretungen in großen europäischen Städten von London bis St. Petersburg. Bedeutend für den Erfolg des Unternehmens waren die von Albert Lauermann entwickelten Produkte Stuccolin und Gipsoxylin, die im Gegensatz zu den klassischen Rezepturen Anteile von Harz enthielten und damit eine vorher nicht gekannte Bruchfestigkeit und Leichtigkeit erhielten.
Außer den klassischen Stuckarbeiten entstanden im Unternehmen auch Werke aus Kunststein unter den Bezeichnungen Terranova (Sandsteinimitat) und Pietranova (Muschelkalksteinimitat). Anders als bei herkömmlichen Bildhauerarbeiten wurden hier die Figuren aus einer zementartigen Masse modelliert und nicht aus einem Stein gehauen. Ergebnis waren dekorative Elemente wie Türumrahmungen oder Verkleidungen und auch Plastiken.
Der wirtschaftliche Erfolg brachte es mit sich, dass innerhalb Lippes vier weitere Stuckfabriken entstanden, die von ehemaligen Mitarbeitern der Firma Lauermann (mit-)gegründet wurden. Der bekannteste Vertreter war die Stuckfabrik Gebr. Strobel in Detmold.
Wie auch bei dieser führten der Erste Weltkrieg und der Wandel in der Baugestaltung zu deutlichen Auftragsrückgängen bei der Firma Lauermann, so dass man die Schwerpunkte verlagerte und sich zunehmend Produkten für die Werbung wie Schaufensterfiguren und Reklameplastiken sowie Möbelverzierungen widmete.
Während der Zeit des Dritten Reichs wurden in den Werkstätten der Firma Lauermann Kulissen für zahlreiche deutsche Filmproduktionen erstellt. Nach Kriegsende führte der Wiederaufbau zu einer erneuten Nachfrage nach Stuckelementen.
Die Firma überdauerte den Tod Albert Lauermanns im Dezember 1953. 1968 zog das Unternehmen an den noch heute bestehenden Standort in der Rödlinghauser Straße, die Gebäude an der Hornschen Straße wurden in den 1970er Jahren abgebrochen. Das mittlerweile als Prof. Lauermann Design GmbH firmierende Unternehmen hat heutzutage seinen Schwerpunkt beim Produktdesign zur Werbegestaltung.

## Auszeichnungen
Für die Anerkennung seiner Verdienste ernannte Fürst Leopold IV. Albert Lauermann zum Professor.
Produkte und Qualität der Firma Lauermann wurden auf verschiedenen Kunst- und Weltausstellungen mit Preisen bedacht, z. B.
- Diploma de Merito für Stuccolin auf der Internationalen Ausstellung für moderne dekorative Kunst in Turin (1902)
- Goldene Medaille auf der Internationalen Kunst- und Gewerbeausstellung in Brüssel (1904)
- Grand Prix auf der Weltausstellung in St. Louis (1904)
- Grand Prix, Diplôme d’honneur und Goldene Medaille auf der Weltausstellung in Brüssel (1910)